# Thierschneck
Thierschneck è un comune di 106 abitanti della Turingia, in Germania.
Appartiene al circondario della Saale-Holzland (targa SHK) ed è parte della comunità amministrativa (Verwaltungsgemeinschaft) di Dornburg-Camburg.